# Осима (остров)
О́сима (яп. 大島 О:сима, «Большой остров»), также Ама̀мио́сима (яп. 奄美大島 Амами-О:сима, «Большой остров Амами») — остров из группы островов Амами в архипелаге Рюкю в Восточно-Китайском море. Принадлежит Японии.

## География
Административно входит в префектуру Кагосима. Площадь острова составляет 712,35 км². Местное управление на нём разделено между городом Амами и уездом Осима. Город Амами был образован в марте 2006 года путём объединения города Надзэ с посёлком Касари и селом Сумиё. В составе уезда Осима находятся посёлок Тацуго, сёла Ямато, Укэн и часть посёлка Сэтоути.

## История
Впервые остров Амами письменно упомянут в 657 году в японской хронике Нихон сёки. В древности остров служил местом остановки при путешествиях японских послов ко двору китайской империи Тан (618—907).
Затем Амами был в течение нескольких столетий забыт и не посещаем, пока его вторично не открыл один из рюкюских феодалов (андзи). В XV веке остров Амами вошёл в состав королевства Рюкю. В 1609 году Рюкю в целом было подчинено японским княжеством (ханом) Сацума, в 1611 году японцы захватили и остров Амами. 22 декабря 2001 года в акватории возле этого острова произошло локальное столкновение северокорейского корабля, замаскированного под траулер, и японских патрульных катеров. В результате северокорейский корабль затонул вместе с как минимум 15-ю людьми на борту.

## Экономика
Экономика острова Амами основана в основном на сельском хозяйстве, местных ремёслах и туризме. Возделываются батат, рис и сахарный тростник. Мягкий климат позволяет собирать два урожая риса в год. Из ремёсел наибольший интерес представляет производимый здесь ручным способом высокого качества шёлк.
На острове расположен аэропорт Амами.